# Hora Nona

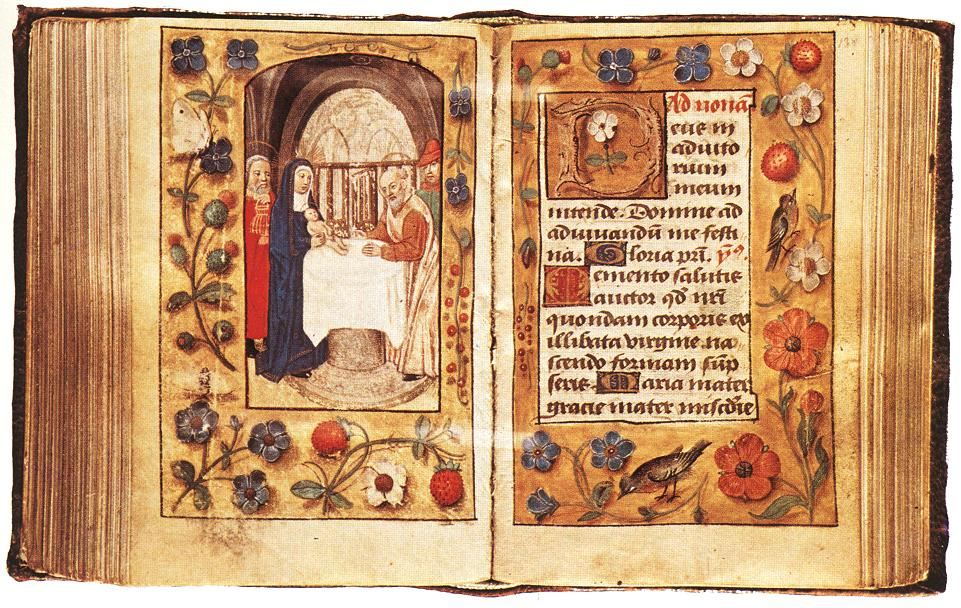
Livro de Horas da Abadia Beneditina de Pannonhalma, Hungria, c. 1480

A Hora Nona, é uma das horas intermédias da Liturgia das Horas.
Ela é rezada às 15:00 da tarde.
A morte de Jesus ocorreu na hora nona.
Ela recebe esse nome por ser rezada na nona hora de luz do dia, em geral.

## Hino
Versão lusófona de Rerum, Deus, tenax vigor.
Vós que sois o Imutável,
Deus fiel, Senhor da História,
nasce e morre a luz do dia,
revelando a vossa glória.

Seja a tarde luminosa
numa vida permanente.
E da santa morte o prêmio
nos dê glória eternamente.

Escutai-nos, ó Pai Santo,
pelo Cristo, nosso irmão,
que convosco e o Espírito

vive em plena comunhão.